# Attack of the Killer App
Attack of the Killer App é o terceiro episódio da sexta temporada da comédia de animação Futurama, cujo primeiro episódio foi ao ar em 1º de julho de 2010 no Comedy Central. O episódio foca no lançamento do novo eyePhone, o que faz com que Fry poste um vídeo viral de Leela na internet. Os convidados especiais que aparecem incluem Craig Ferguson, o apresentador do The Late, Late Show, e Susan Boyle (a verruga de Leela no episódio).

## Sinopse
O episódio começa com os personagens do Planet Express reciclando seus eletrônicos. Depois que todos os resíduos recicláveis da Terra são despejados no "Terceiro Mundo", eles decidem que seria melhor continuar usando os velhos eletrônicos. Isso muda quando eles veem um comercial da MomCorp's apresentando o novo eyePhone. Então todo mundo compra um eyePhone, cujo aplicativo mais proeminente se chama Twitcher. Bender e Fry então começam a competir para ver quem consegue mais seguidores, dizendo que quem vencer ganhará um dólar e o perdedor deverá pular em uma piscina cheia de vômito e diarreia de um alienígena de duas cabeças. Enquanto isso, Mom diz aos filhos que os eyePhones permitirão que ela acesse diretamente o Marketing, com base nas postagens no Twitcher. Também revela um plano maligno dizendo que um "Gusano Twit" será transmitido quando um usuário atingir um milhão de seguidores. O gusano Twit funciona como um vírus apenas infectando o cérebro humano, transformando as pessoas em zumbis que farão o que ele quiser. Fry percebe que precisará de Twits mais interessantes para vencer Bender. Ele logo descobre que Leela tem uma verruga chamada Susan, que é cantora. Fry grava e compartilha através de seu eyePhone, mentindo para Leela que ele não tinha feito isso, quando ela implorou para que ele excluísse. O vídeo faz sucesso e Leela é ridicularizada onde quer que vá. Finalmente Fry e Bender empatam com um milhão de seguidores cada e então Mom transmite seu Gusano Twit para todos os seus seguidores. Leela descobre que sua humilhação é uma história antiga, pois há um novo vídeo que a substituiu. Ela pede desculpas a Fry e ele revela que postou um vídeo onde se humilhou para chamar a atenção de todos, fazendo-os esquecer a humilhação que causou a Leela. Enquanto isso, o vírus da Mom é ativado, fazendo com que todos os seguidores de Fry e Bender andem como zumbis para comprar o novo eyePhone 2.0 enquanto ela assiste satisfeita.

## Produção
O episódio "Attack of the Killer App" foi um dos citados no painel Futurama de 2009 na San Diego Comic-Con. Além disso, Craig Ferguson foi um dos primeiros atores convidados para a produção da temporada a gravar em estúdio. Durante a contagem regressiva para Futurama no Comedy Central Insider, foi mostrada uma prévia do episódio mostrando o professor Farnsworth e Hermes despejando resíduos perigosos.